# Epaminóndas Deligeórgis
Epaminóndas Deligeórgis (grec moderne : Επαμεινώνδας Δεληγιώργης) (10 janvier 1829 - 14 mai 1879) est un juriste, un journaliste et un homme politique grec originaire de Missolonghi. 

## Biographie
Il est le fils de Dimítrios Deligeórgis, combattant de la guerre d'indépendance grecque et le frère de Leonídas Deligeórgis.
Le 10 octobre 1862, c'est Deligeorgis qui déclare la fin du règne d'Othon Ier et la convocation d'une assemblée nationale. Deligeorgis est Premier ministre de Grèce à six reprises.
Il est membre de  la Franc-maçonnerie.

## Note
1. ↑  Evstathiou Diakopoulou, O Tektonismos stin Ellada (La Franc-maçonnerie en Grèce), Ionios Philosophiki, Corfou, 2009, p. 213-216.